# Rafsanjan
Rafsanjan o Rafsandjan (farsi رفسنجان) és una ciutat de l'Iran al Kirman a 120 km a l'oest de Kerman (ciutat, capital de la província). És capital del comtat del mateix nom. Produeix pistatxo i estores. El seu nom anterior fou Bahramabad. Només tenia 1.470 habitants el 1960. La població estimada el 2005 era de 134.848 habitants i el 2006 de 139.219. El comtat tenia 291.417 habitants el 2006. Aquest creixement de la població en 50 anys és una mostra d'extraordinari desenvolupament. La població és famosa per ser el lloc de naixement del president iranià Ali Akbar Haixemi Rafsanjani. El comtat està dividit en quatre districtes: 
1. Central (بخش مرکزی), capital Rafsanjan;
2. Kashkuieh (بخش کشکوئیه), capital Kashkuieh;
3. Nouq (بخش نوق), capital Bahreman; i
4. Ferdows (بخش فردوس).